# Поґожель-Велика
Поґожель-Велика (пол. Pogorzel Wielka, нім. Brennen) — село в Польщі, у гміні Біла Піська Піського повіту Вармінсько-Мазурського воєводства.
Населення — 210 осіб (2011).

## Демографія
Демографічна структура станом на 31 березня 2011 року:
|          | Загалом | Допрацездатний вік | Працездатний вік | Постпрацездатний вік |
| -------- | ------- | ------------------ | ---------------- | -------------------- |
| Чоловіки | 106     | 26                 | 72               | 8                    |
| Жінки    | 104     | 30                 | 55               | 19                   |
| Разом    | 210     | 56                 | 127              | 27                   |